# Vados de Torralba
Vados de Torralba es una localidad perteneciente al municipio español de Villatorres, en la provincia de Jaén, Andalucía. El diseño del pueblo pertenece al joven arquitecto Víctor López Morales, el cual empezó su proyecto en 1956. La construcción concluyó fundó en 1960 y fue municipio independiente hasta 1975, que junto con la localidad de Villargordo y Torrequebradilla formaron el actual municipio de Villatorres. Tiene 170 habitantes (99 hombres y 71 mujeres) (INE 2023).  Se encuentra a 36 km de Jaén.

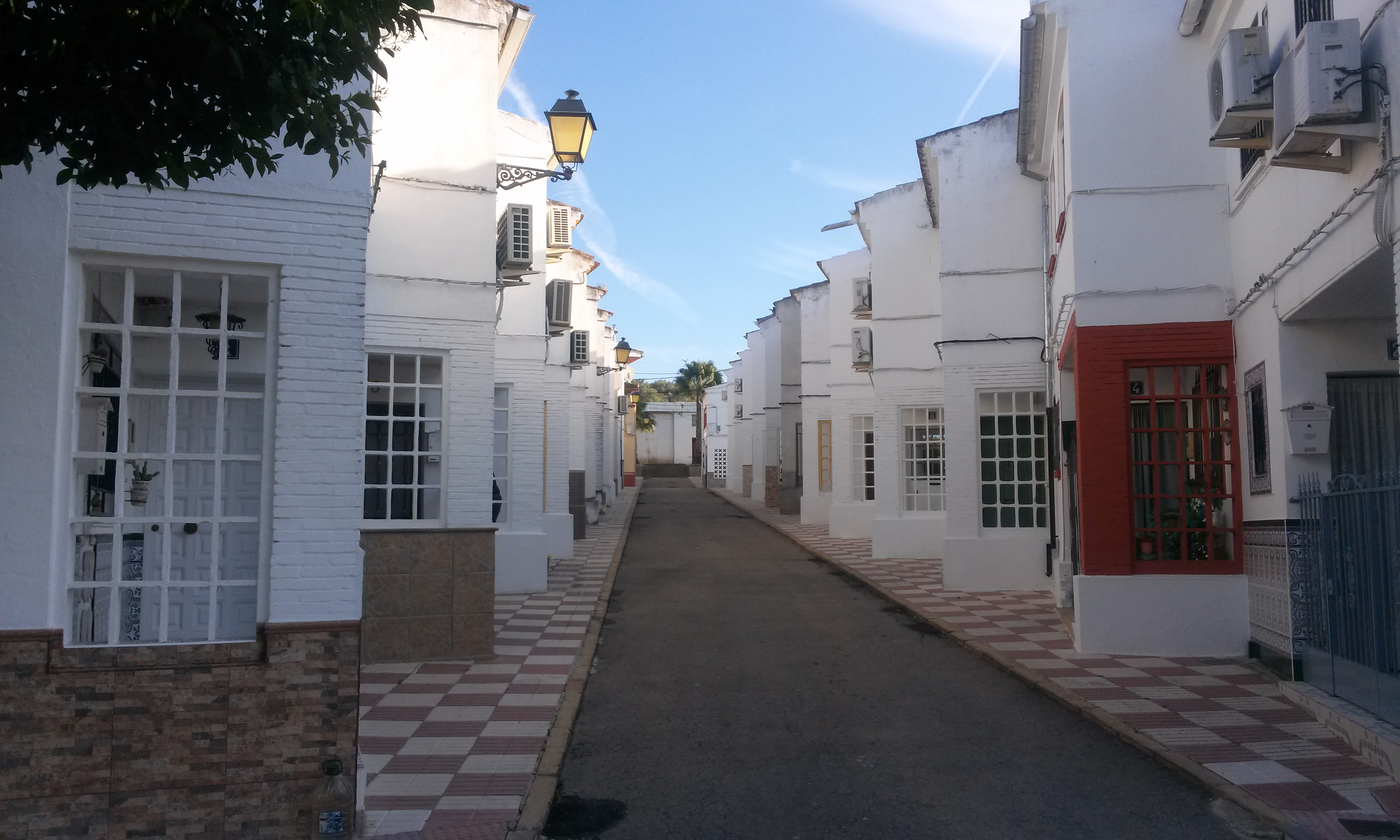
Calle típica de Vados de Torralba

## Historia
El nombre de Vados de Torralba iba a ser originariamente el de Vado de Torralba (en singular), proviniendo éste del único paso con fondo firme y poco profundo por donde se podía pasar el río Guadalquivir cerca del cerro de Torralba, que es en el que está construido el pueblo. Posteriormente, sobre dicho vado, se levantó el puente de Vados de Torralba. La localidad fue fundada por el Instituto Nacional de Colonización como pueblo de colonización, junto a la cuenca del Guadalquivir. Su origen colonial queda plasmado en la austera y sencilla arquitectura de los edificios, agrupados en torno a una plaza principal y entre los que destaca especialmente la iglesia, así como en el trazado recto de las calles.

## Gastronomía
Son típicas las perdices en escabeche, las cuales, junto a otros platos elaborados con liebre, suelen tomarse en las degustaciones gastronómicas que con motivo de las fiestas de Nuestra Señora de la Asunción se celebran en esta pedanía. En épocas de calor se prepara una peculiar pipirrana, en la que además de los ingredientes comunes a la diversidad de pipirranas jiennenses –tomate, pimiento, cebolla y pepino–, se le agregan unos huevos duros, atún en escabeche y como no, aceitunas; constituyendo por sí sola un plato festivo dentro de la cocina cotidiana del verano.

## Fiestas
- La principal fiesta se celebra en la semana del 15 de agosto, ya que la patrona del pueblo es la Virgen de la Asunción. Es costumbre que el primer día de fiesta se tocan las campanas de la iglesia durante toda la noche hasta el alba del día siguiente.
- El 17 de enero se celebran las lumbres de San Antón, donde los habitantes recogen ramas de olivo y maderas para hacer varias hogueras en distintos lugares del pueblo.

## Comunicaciones
Por el entorno del núcleo urbano no pasa ninguna carretera de la red principal. En la localidad enlazan dos carreteras de inferior que aquí se detallan:
| Tipo                      | Identificador | Denominación                                       | Itinerario                                    |
| ------------------------- | ------------- | -------------------------------------------------- | --------------------------------------------- |
| Carreteras convencionales | JA-3109       | Carretera de Torrequebradilla a Vados de Torralba  | Torrequebradilla - Vados de Torralba          |
| Carreteras convencionales | JV-3052       | Carretera de Vados de Torralba a río Guadalquivir  | JA-3109 - Campillo del Río                    |
| Carreteras convencionales | JF-3021       | Carretera de Vados de Torralba a Puente del Obispo | JV-3052 - Sotogordo - A-316 Puente del Obispo |

## Economía
Al igual que el resto de localidades de su entorno, la economía vadeña se basa principalmente en el cultivo del olivar de regadío. Destacan asimismo los productos de huerta como el espárrago blanco y la espinaca.

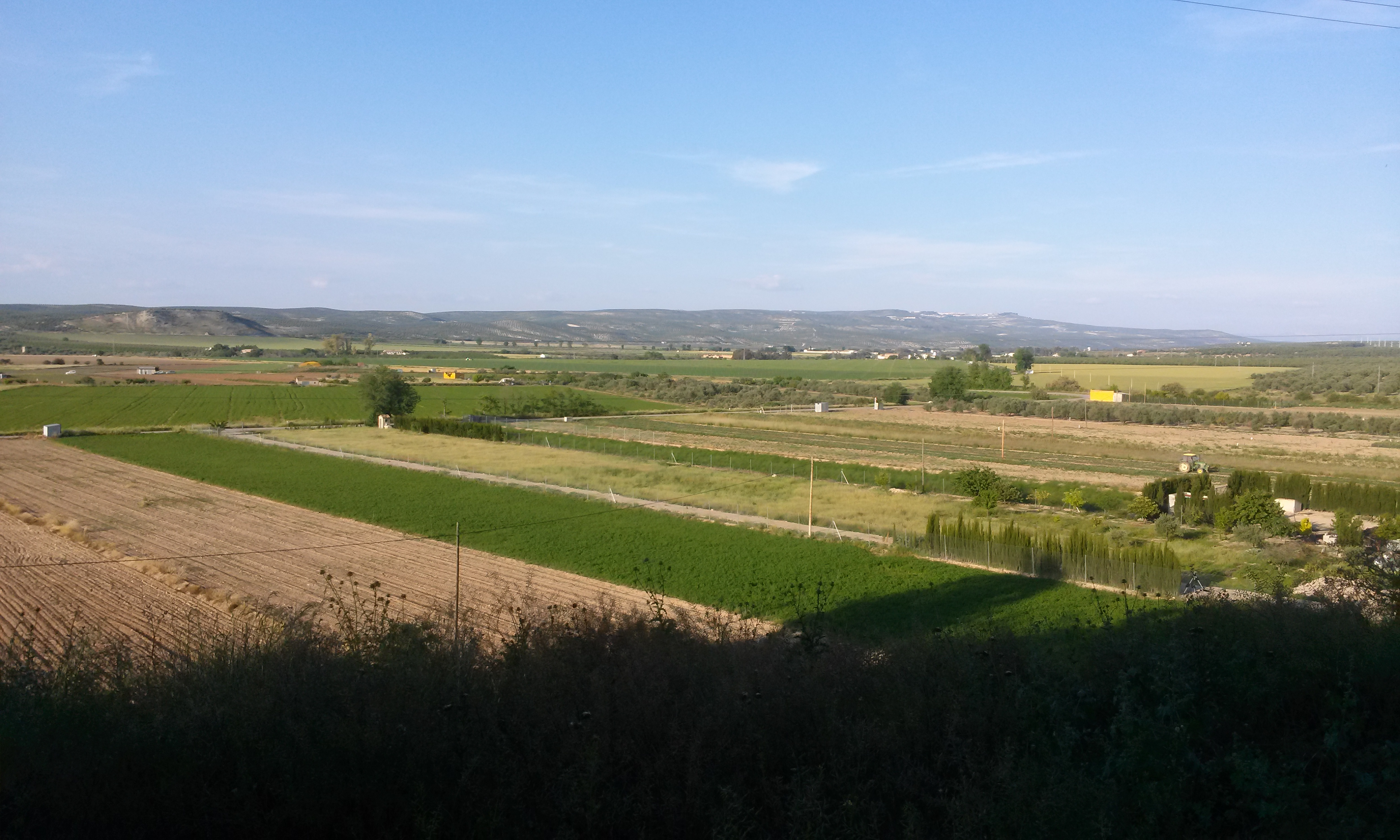
Vega del Guadalquivir, frente a Vados de Torralba.